# Andreas Ganske
Andreas Ganske (* 3. Juli 1964 in Berlin) ist ein ehemaliger deutscher Radrennfahrer und Weltmeister im Radsport, der in der DDR aktiv war.

## Sportliche Laufbahn
Ganskes größter sportlicher Erfolg war am Beginn seiner Laufbahn der Sieg im 1000-Meter-Zeitfahren bei den UCI-Bahn-Weltmeisterschaften der Junioren 1982, als er den Titel deutlich vor dem Italiener Salvini gewann. 1983 wurde er in die Nationalmannschaft Bahn der DDR berufen. Er gewann den Internationalen Mocca-Cup in Budapest im Zeitfahren sowie den Großen Preis von Budapest im Sprint. 1984 und 1986 gewann er die DDR-Winterbahn-Meisterschaft im Zeitfahren. Bei den nationalen Titelkämpfen gewann er in seiner Spezialdisziplin 1984 die Silbermedaille hinter Maic Malchow und 1985 Bronze hinter dem Sieger Detlef Uibel und Jens Glücklich. Ganske startete für den Verein TSC Berlin. Auch im Straßenradsport war er erfolgreich. Ganske siegte 1986 zum Saisonauftakt im Rennen Berlin–Bad Freienwalde–Berlin.